# Mattia
Mattia  è un nome proprio di persona italiano maschile.

## Varianti in altre lingue
- Albanese: Matthia, Matia
- Basco: Matia[1]
- Catalano: Macià, Maties
- Ceco: Matěj[1]
- Croato: Matija[1]
  - Ipocoristici: Mate[1]
- Danese: Mattias, Matthias[1], Mathias[1]
  - Ipocoristici: Mads[1]
- Finlandese: Matias[1]
- Francese: Mathias[1], Matthias[1], Mathis[1]
- Greco biblico: Ματθιας (Matthias)[1]
- Greco moderno: Ματθιας (Matthias)[1]
- Inglese: Matthias
- Islandese: Matthías
- Latino: Matthias[1], Mathias[2]
- Maltese: Mattija
- Norvegese: Mathias[1], Matthias[1], Matias, Mattias
  - Ipocoristici: Mats[1]
- Olandese: Matthijs[1], Matthias[1]
  - Ipocoristici: Tijs[1], Ties[1]
- Polacco: Maciej[1]
- Portoghese: Matias[1]
- Rumeno: Matia
- Russo: Матфий (Matfiy)
- Serbo: Матија (Matija)[1], Матеја (Mateja)[1]
- Slovacco: Matej[1]
- Sloveno: Matija[1], Matjaž[1], Matic[1]
  - Ipocoristici: Tjaž[1]
- Spagnolo: Matías[1]
- Svedese: Mattias[1], Matthias[1], Mathias[1]
  - Ipocoristici: Mats[1]
- Tedesco: Mathias[1], Matthias[1], Mattias[1], Mathis[1]
- Ungherese: Mátyás[1]

## Origine e diffusione

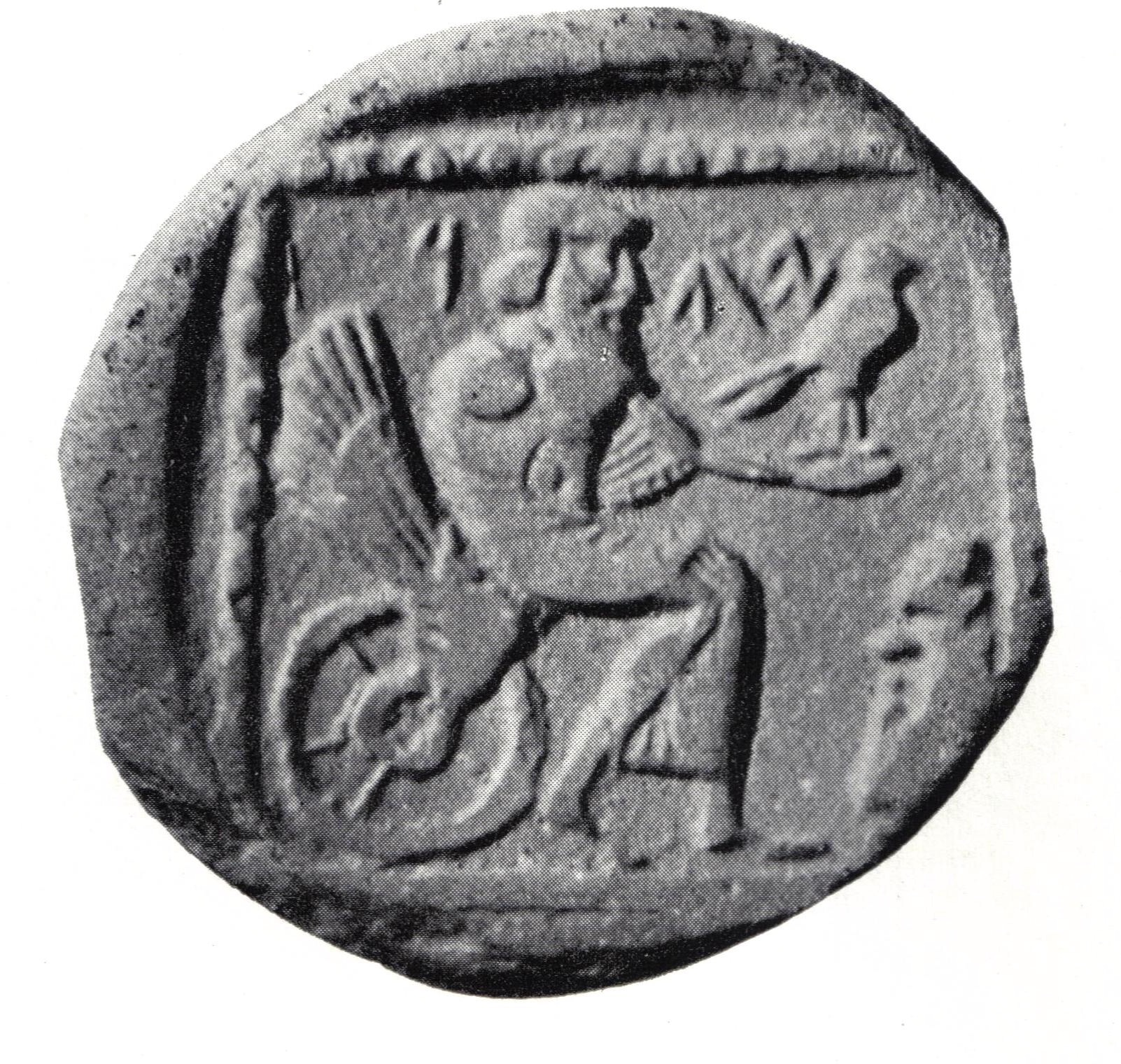
Dracma di Yehud Medinata del IV secolo a.e.v. rinvenuta a Gaza raffigurante il dio Yahweh sul suo carro celeste. Le lettere YHW, Yahu, sono incise sopra il volatile che il dio tiene in mano.

Deriva dal greco biblico Ματθιας (Matthias), una variante di Ματθαιος (Matthaios), a sua volta dall'ebraico מַתִּתְיָהוּ (Mattityahu, Mattithyahu), che significa "dono/retribuzione di Ya(hu)", essendo composto dai termini di lingua ebraica mattath ("dono" o "retribuzione") e Ya(hu) ― variante di Ya(hweh), il nome del Dio nell'ebraismo; Ya/Ia in più generale cananaico (a volte potenziato con il verbo "essere" alla terza persona singolare, hu o hweh), corrispondente all'accadico Ea, il "Vivente", sumero Enki.
Il nome ha il medesimo significato dell'altro nome ebraico "Natania" (Natanyahu, Netanyahu), e fu adattato in latino in due forme diverse: la principale, Mattheus o Matthaeus, da cui l'odierno nome italiano Matteo, e Matthias, da cui Mattia, che appare nel Nuovo Testamento portata dall'apostolo Mattia, colui che sostituì Giuda Iscariota.
Va notato che la forma italiana Mattia viene talvolta usata al femminile, così come la forma serba, slovena e croata Matija. Inoltre, la forma slovacca Matej coincide con il croato, sloveno e macedone Matej, che è invece una variante di Matteo.
Da uno studio dell'ISTAT, il nome è risultato essere in Italia il settimo più utilizzato tra i maschili per i nuovi nati nel 2004 e il sesto nel 2006.

## Onomastico
L'onomastico si festeggia il 14 maggio o il 24 febbraio (messa tridentina) in memoria di san Mattia apostolo, patrono degli ingegneri e dei fabbri, invocato contro il vaiolo. Si ricordano con questo nome anche, alle date seguenti:
- 18 gennaio, beata Cristina Ciccarelli da L'Aquila, al secolo Mattia, badessa agostiniana[11]
- 30 gennaio, san Mattia, vescovo di Gerusalemme[11]
- 18 febbraio, beato Mattia Malaventino, mercedario e martire in Africa[11]
- 22 maggio, beato Mattia da Arima, martire a Ōmura[11]
- 30 maggio, san Mattia Kalemba, martire a Kampala nel 1886[11]
- 9 luglio, san Mattia Feng De, martire a Taiyuan[11]
- 12 luglio, beato Mattia Araki, martire a Nagasaki con altri sette compagni[11]
- 20 agosto, beato Mattia Cardona Meseguer, sacerdote e martire a Vallibona[11]
- 28 dicembre, beata Mattia Nazareni, badessa di Matelica nelle Marche[11]

## Persone

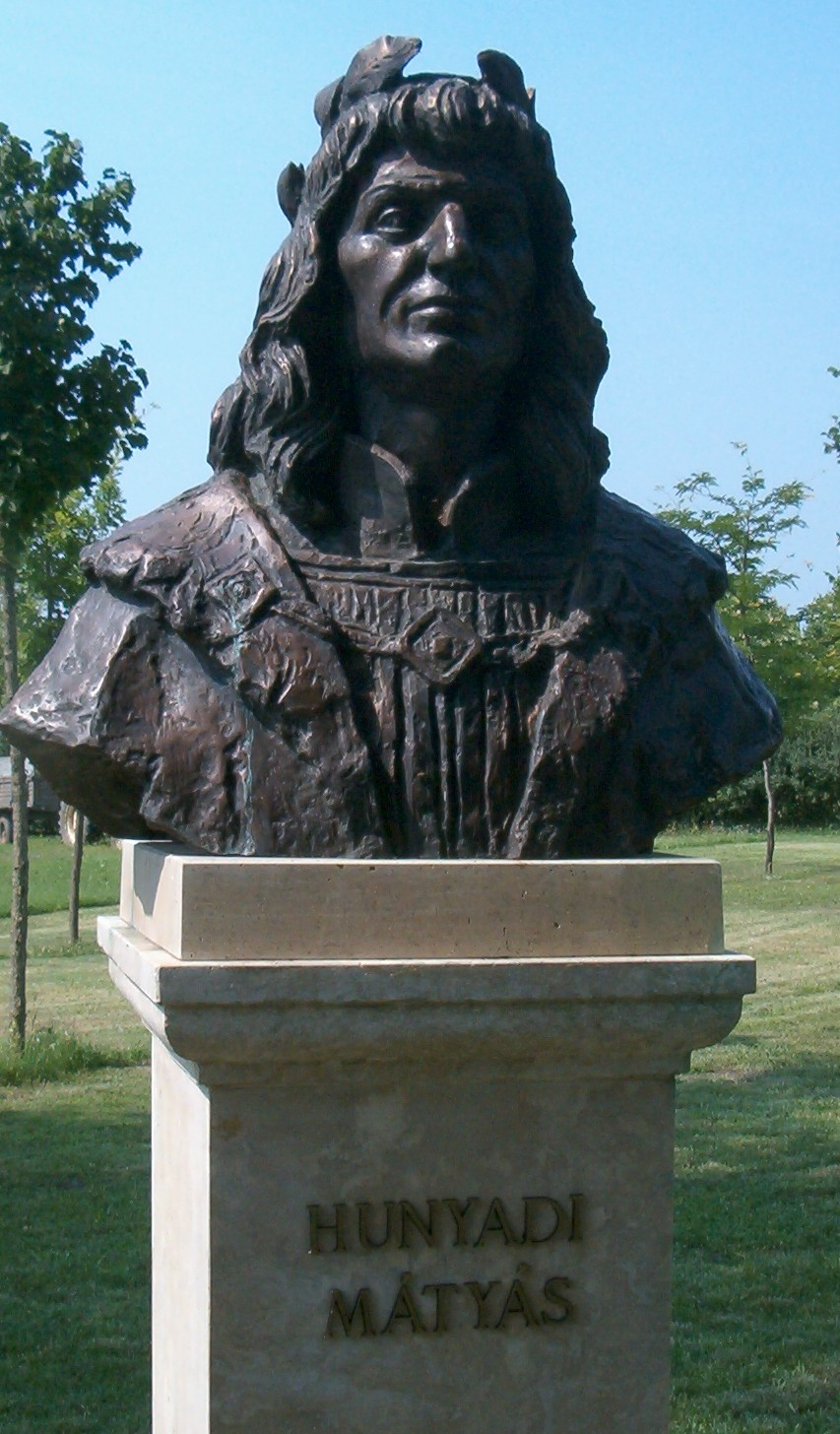
Mattia Corvino

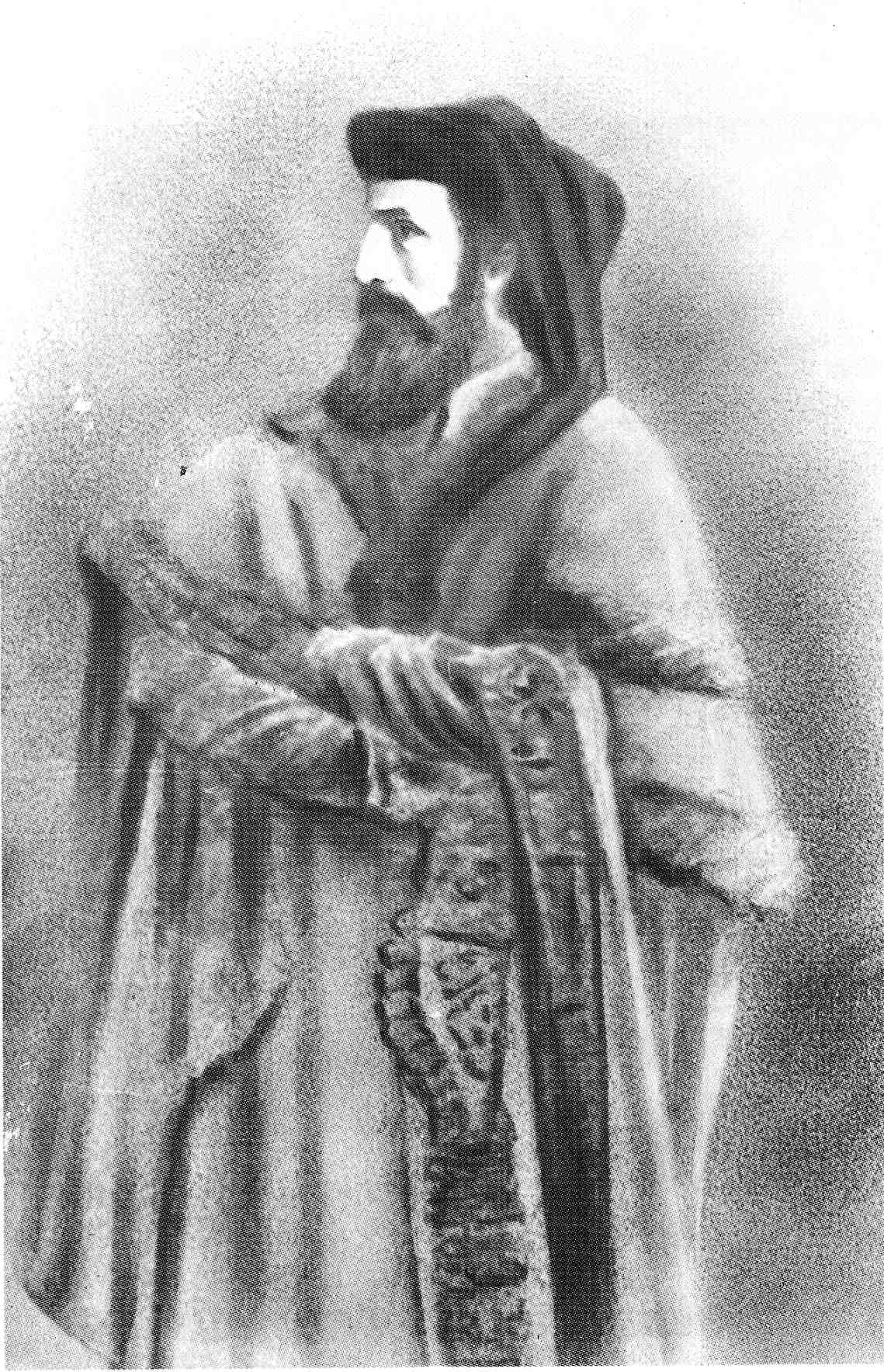
Matthias Ringmann

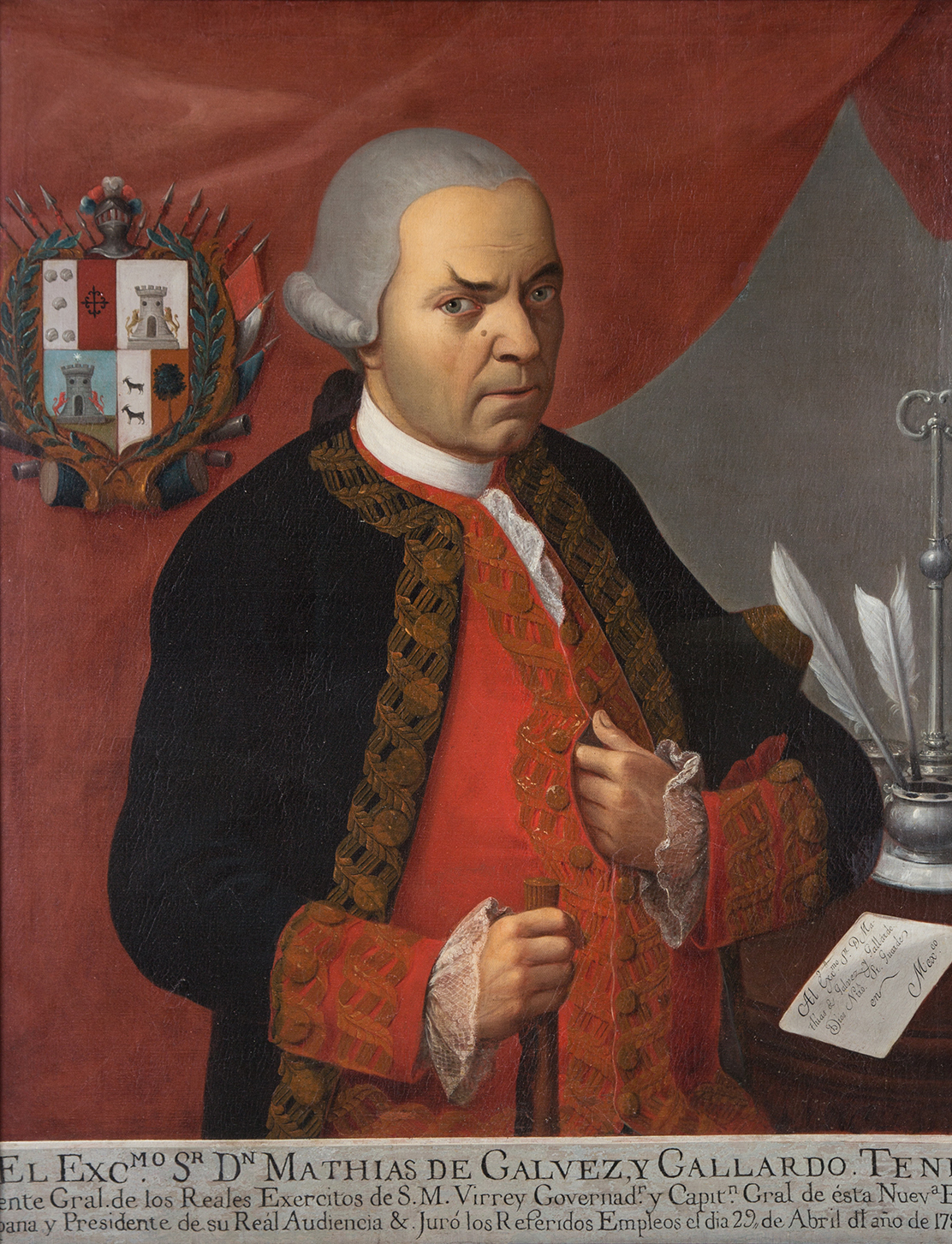
Matías de Gálvez y Gallardo

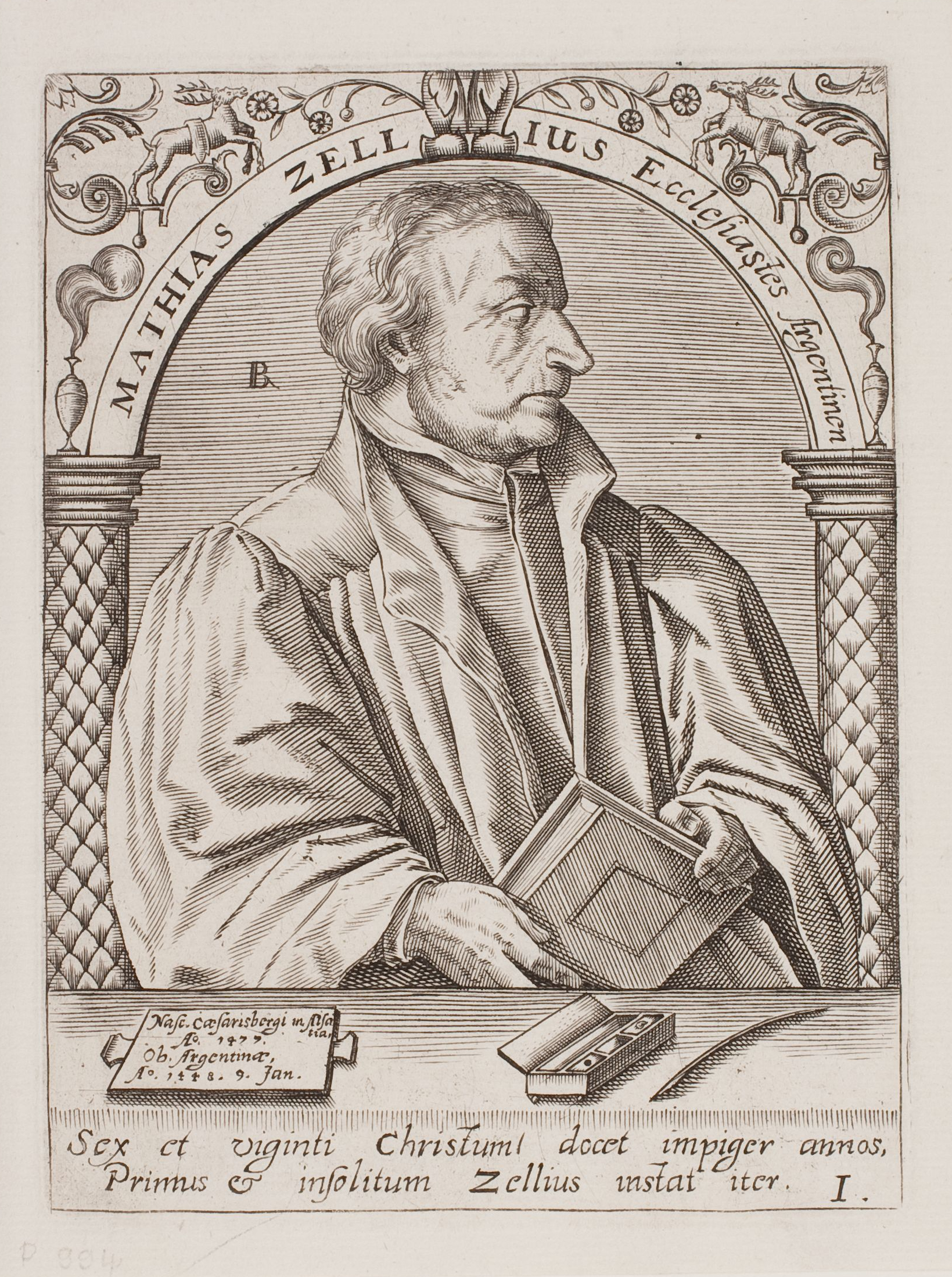
Mathias Zell

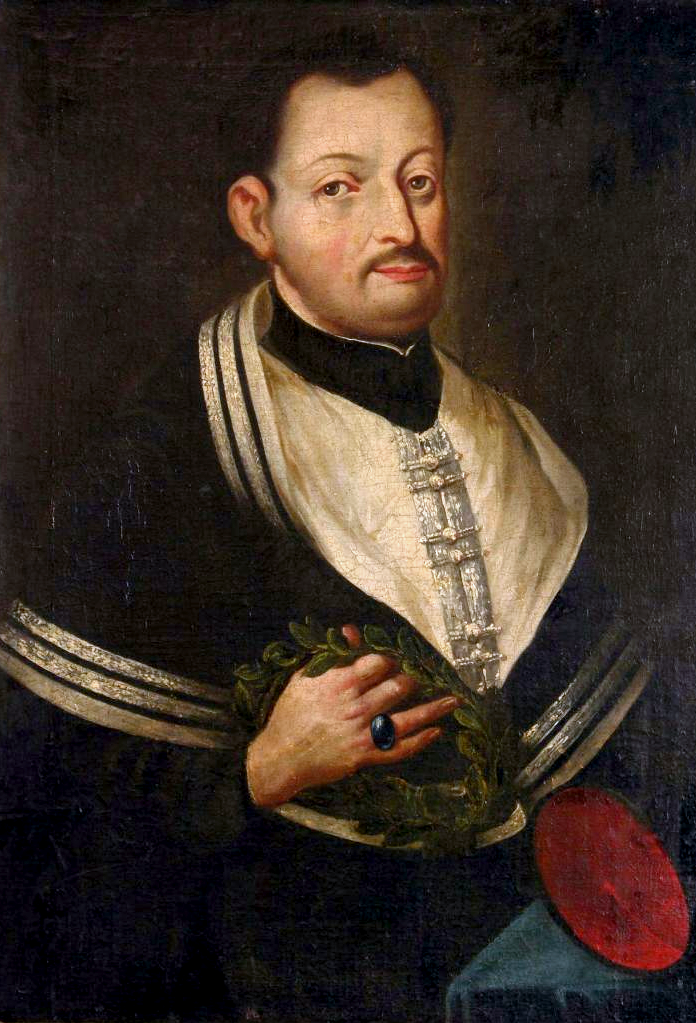
Maciej Kazimierz Sarbiewski

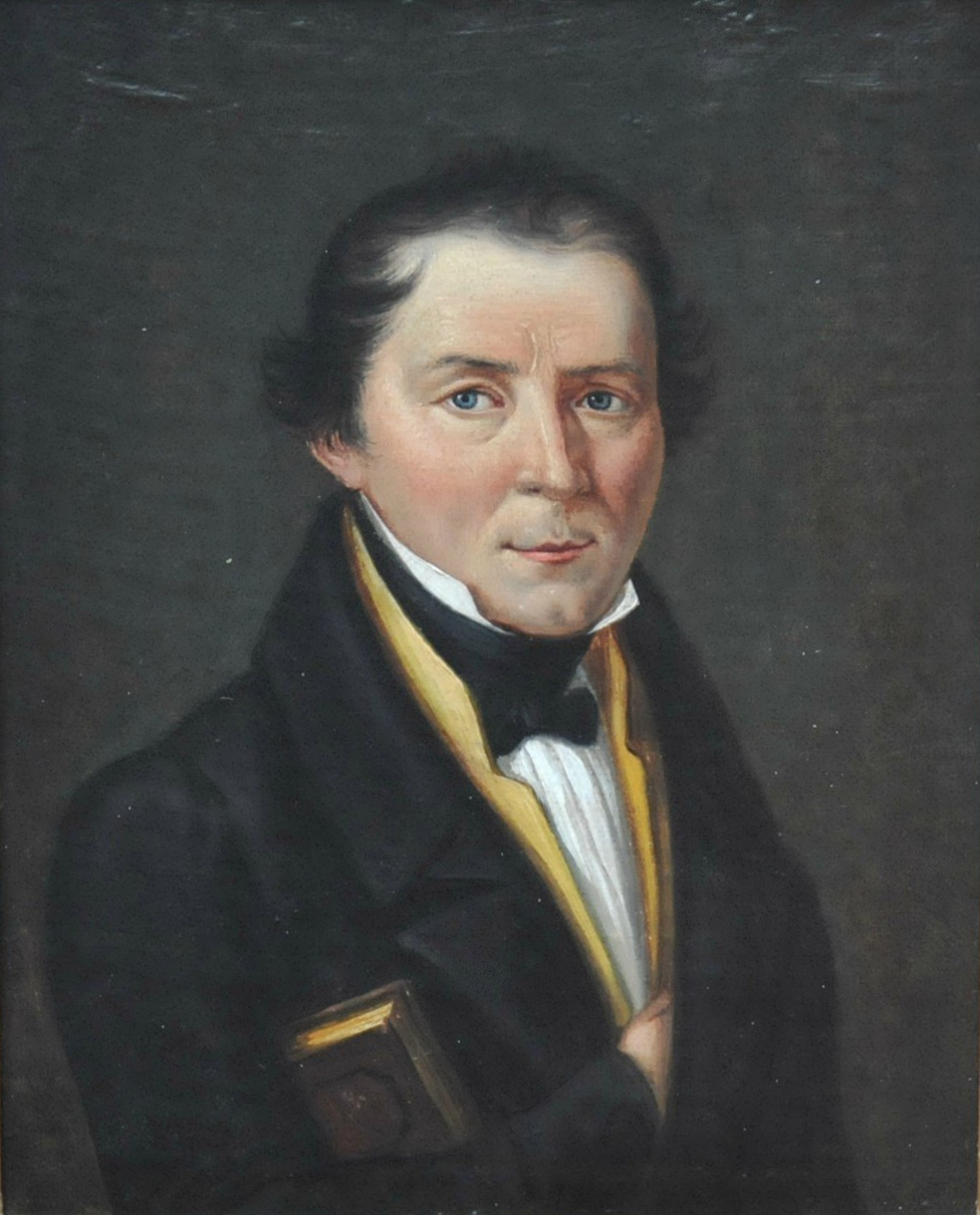
Matija Čop

- Mattia d'Asburgo, re di Boemia e di Ungheria e imperatore del Sacro Romano Impero
- Mattia Aramu, calciatore italiano
- Mattia Battistini, baritono italiano
- Mattia Bortoloni, pittore italiano
- Mattia Carneri, scultore e architetto italiano
- Mattia Cassani, calciatore italiano
- Mattia Corvino, detto "il giusto", re d'Ungheria e duca d'Austria
- Mattia de Rossi, ingegnere e architetto italiano
- Mattia De Sciglio, calciatore italiano
- Mattia Destro, calciatore italiano
- Mattia Perin, calciatore italiano
- Mattia Flacio Illirico, teologo tedesco
- Mattia Pasini, pilota motociclistico italiano
- Mattia Preti, pittore italiano
- Mattia Zaccagni, calciatore italiano
- Mattia Torre, scrittore e sceneggiatore italiano

### Variante Matthias
- Matthias Blazek, giornalista e storico tedesco
- Matthias Claudius, scrittore e poeta tedesco
- Matthias Erzberger, politico, diplomatico e saggista tedesco
- Matthias Grünewald, pittore tedesco
- Matthias Lanzinger, sciatore alpino austriaco
- Matthias Ringmann, cartografo e umanista tedesco
- Matthias Sammer, calciatore e allenatore di calcio tedesco
- Matthias Jacob Schleiden, botanico e filosofo tedesco
- Matthias Schweighöfer, attore e regista tedesco
- Matthias Sindelar, calciatore austriaco
- Matthias Stomer, pittore olandese
- Matthias Withoos, pittore olandese

### Variante Matías
- Matías Aguirregaray, calciatore uruguaiano
- Matías Agüero, rugbista a 15 argentino
- Matías Almeyda, calciatore e allenatore di calcio argentino
- Matías Cuffa, calciatore argentino
- Matías de Gálvez y Gallardo, generale spagnolo
- Matías Fernández, calciatore cileno
- Matías Moreno González, pittore e scultore spagnolo
- Matías Rodríguez, calciatore argentino
- Matías Silvestre, calciatore argentino
- Matías Vecino, calciatore uruguaiano

### Variante Mathias
- Mathias Abel, calciatore tedesco
- Mathias de l'Obel, botanico fiammingo
- Mathias Frank, ciclista su strada svizzero
- Mathias Fredriksson, fondista svedese
- Mathias Gallo Cassarino, thaiboxer italiano
- Mathias Mongenast, politico lussemburghese
- Mathias Rust, aviatore tedesco
- Mathias Zell, teologo tedesco

### Variante Maciej
- Maciej Płażyński, politico e giurista polacco
- Maciej Rataj, politico polacco
- Maciej Rybus, calciatore polacco
- Maciej Kazimierz Sarbiewski, poeta polacco
- Maciej Stryjkowski, storico, scrittore e poeta polacco

### Variante Mads
- Mads Langer, cantante danese
- Mads Mikkelsen, attore danese
- Mads Østberg, pilota di rally norvegese

### Altre varianti
- Mattatia, alto sacerdote ebreo antico iniziatore del movimento dei Maccabei
- Matija Čop, storico, linguista e critico letterario sloveno
- Mattias de' Medici, figlio di Cosimo II de' Medici e di Maria Maddalena d'Austria
- Matija Ferkic, francescano, filosofo e teologo croato
- Mattias Hargin, sciatore alpino svedese
- Mats Hummels, calciatore tedesco
- Matthías Jochumsson, poeta e commediografo islandese
- Mateja Nenadović, religioso serbo
- Mátyás Rákosi, politico ungherese
- Matthijs Schoevaerdts, pittore e disegnatore fiammingo
- Matěj Vydra, calciatore ceco
- Mats Wilander, tennista svedese
- Matthijs de Ligt, calciatore olandese

## Il nome nelle arti
- Mattia è uno dei due protagonisti del film del 1983 Segni particolari: bellissimo, diretto da Castellano e Pipolo.
- Matias "Matt" è il protagonista maschile del cartone animato per bambini Floopaloo.
- Mattia Balossino è uno dei due protagonisti del bestseller La solitudine dei numeri primi di Paolo Giordano.
- Mattia Florio - in questo caso il nome è al femminile - è un personaggio minore de I leoni di Sicilia di Stefania Auci.
- Mattia Pascal è il personaggio principale del romanzo di Luigi Pirandello Il fu Mattia Pascal.
- Mathias Sandorf è un personaggio dell'omonimo romanzo di Jules Verne.
- Mattia Volpe è uno dei protagonisti del film del 2010 Benvenuti al Sud, diretto da Luca Miniero.